# Marrubium cordatum
Marrubium cordatum là một loài thực vật có hoa trong họ Hoa môi. Loài này được Nábelek mô tả khoa học đầu tiên năm 1926.